# Edin's Hall Broch
Le Edin's Hall Broch est un broch du IIe siècle situé près de Duns, aux frontières de l'Écosse. 
C'est l'un des rares brochs découverts dans le sud de l'Écosse. Il mesure environ 28 mètres de diamètre.

## Toponyme
À la fin du XVIIIe siècle, le site est appelé « Woden's Hall ou Castle » (Woden, le dieu principal de la mythologie anglo-saxonne). Son changement de nom ultérieur rappelle la légende du géant à trois têtes (The Red Ettin) connu dans les contes et les ballades. 

## Géographie
Edin's Hall Broch est l'une des survivances de broch les plus méridionales, plus généralement associées au nord de l'Écosse. Il se trouve à 4 milles au nord de la ville de Duns et se dresse sur le versant nord-est de la colline de Cockburn Law, juste au-dessus d'une pente assez raide jusqu'à la Whiteadder Water.
Le broch se trouve dans l'angle nord-ouest d'une colline de l'âge du fer qui est vraisemblablement antérieure. Il se compose d'un double rempart et de fossés, entourant une zone ovale d'environ 135 mètres sur 75 mètres. L'entrée se trouvait du côté ouest. Une grande structure circulaire (rotonde) au centre, à proximité du broch, est peut-être le bâtiment le plus important avant la construction du broch.

## Datation
Il est supposé que la colline date de l'âge du fer pré-romain. La date du broch est incertaine, mais a vraisemblablement été construit entre les deux principales périodes d'occupation romaine en Écosse : au IIe siècle apr. J.-C. Des fouilles à Torwoodlee Broch, également dans les Scottish Borders, montrent qu'il a été construit et démoli au cours de cette période. À l'intérieur de la colline se trouve un ensemble de semelles en pierre marquant la position des maisons et autres structures. Certaines maisons recouvrent les défenses – ce qui indique qu'elles sont postérieures au fort de la colline et peuvent également être postérieures au broch.

## Description
Le broch a un diamètre externe de 28 mètres et un diamètre interne de 17 mètres. Ceci est inhabituellement grand par rapport à un broch typique des Highlands et suggère qu'il n'est peut-être pas aussi grand que les brochs du nord. Les murs du broch survivent jusqu'à une hauteur comprise entre 1,0 et 1,8 mètres. Le passage d'entrée se trouve du côté est et comporte deux salles de garde flanquant la porte. L'intérieur compte trois cellules intra-muros qui sont toutes approximativement en forme d'haltère. La cellule du côté sud présente les restes d'un escalier en pierre à son extrémité nord qui s'élevait vraisemblablement jusqu'à la tête du mur. 
Le broch se trouve dans une enceinte rectangulaire mesurant environ 58 mètres sur 54 mètres.

## Archéologie
Edin's Hall a été pillé par des antiquaires au XIXe siècle. Les reliques récupérées ont été données au Musée national d'Écosse. Ceux-ci comprennent une fusaïole en pierre, un morceau d'anneau en jais, une perle d'ambre, des os, une coquille d'huître et un fragment de bracelet en verre. 
Deux lingots de cuivre, dont l'un se trouve maintenant au Musée national, ont apparemment été trouvés avec un détecteur de métaux à l'intérieur du broch en 1976. Les lingots provenaient de mines de cuivre locales et pourraient avoir été une source importante de richesse pour les habitants.
Une étude archéologique et des fouilles d'échantillons ont été menées en 1996. Quelques artefacts, notamment de la poterie grossière et un verticille de fuseau de pierre, ont été récupérés. 